# Os Pensadores

A Coleção "Os Pensadores" é uma famosa coleção brasileira de livros que reúne algumas das principais obras da história da filosofia, dos Pré-socráticos aos Pós-modernos. 
Publicada originalmente pela editora Abril Cultural, entre os anos de 1973/1975, era composta de 52 volumes com as obras supracitadas e mais quatro volumes adicionais que continham um resumo da vida e obra de cada pensador.

## Edições
É bastante comum a confusão que se faz a respeito da quantidade de volumes da primeira edição, se são 52 ou 56 volumes. A coleção é formada por 52 volumes de capa dura, com arabescos dourados sob a cor predominante azul. Em cada um desses volumes, ora vinha um, ora dois fascículos avulsos, perfazendo um total de 77 fascículos ao final da coleção. Tais fascículos deviam ser organizados em quatro volumes encadernados com o auxílio de quatro capas duras fornecidas de forma extra pela editora.
Denominados oficialmente por "História das Grandes Ideias do Mundo Ocidental", mas denominados popularmente por "Biografias dos Pensadores", esses quatro volumes "sobressalentes" passam a formar uma espécie de "sub-coleção" da coleção principal de "Os Pensadores" o que eleva, de fato, a quantidade de volumes de 52 para 56.
A maioria das coleções de "Os Pensadores" da primeira edição atualmente não conta com estes quatro volumes adicionais porque, segundo se crê, era corrente aos leitores da época descartarem tais fascículos não dando importância à formação desses quatro volumes extras. Desse modo, convém esclarecer que a coleção "Os Pensadores" completa possui 56 volumes e não 52 como popularmente se acredita.
Ao longo de suas diversas edições, a Nova Cultural foi, de modo geral, diminuindo cada vez mais a quantidade de volumes e informação publicadas. A lista abaixo traz os números de cada uma das edições (exceto para a 3ª, listada em ordem alfabética), bem como dados gerais:
| Edição/Ano   | 1ª/1973-1975                                         | 2ª/1979                                              | 3ª/1983-1987 | 4ª/1987-1988                                             | 5ª/1991                                                         | 6ª/1996                                                     | 7ª/1999                                                         | 8ª/2004                                                        |
| Editora      | Abril Cultural                                       | Abril Cultural                                       | Abril Cultural                                                                                                   | Nova Cultural                                            | Nova Cultural                                                   | Nova Cultural                                               | Nova Cultural                                                   | Nova Cultural                                                  |
| Encadernação | Capa dura, azul-escura, com arabescos dourados       | Capa mole, cinza, com gravura do pensador            | Capa mole, branca, com gravura do pensador                                                                       | Capa mole, cinza, com nome do pensador em fundo colorido | Capa mole, azul-clara, com gravura do pensador em fundo amarelo | Capa dura, verde-escura, com gravura do pensador em dourado | Capa dura, azul-escura, com gravura do pensador em dourado      | Capa dura, vermelho-escura, com gravura do pensador em dourado |
| Numeração    | 18 x 25                                              | 18 x 25                                              | 16 x 23 | 17 x 24                                                  | 18 x 25                                                         | 13,5 x 21                                                   | 12,8 x 20,5                                                     | 12,8 x 20,5                                                    |
| ------------ | ---------------------------------------------------- | ---------------------------------------------------- | --- | -------------------------------------------------------- | --------------------------------------------------------------- | ----------------------------------------------------------- | --------------------------------------------------------------- | -------------------------------------------------------------- |
| 01           | Pré-Socráticos                                       | Pré-Socráticos                                       | Adam Smith - Ricardo (1984)                                                                                      | Descartes - Discurso do Método - As Paixões da Alma      | Platão                                                          | Adorno (2000)                                               | Pré-Socráticos                                                  | Sócrates                                                       |
| 02           | Sócrates                                             | Sócrates                                             | Aristóteles (I) (1983)                                                                                           |                                                          | Nietzsche vol I                                                 | Aristóteles                                                 | Platão                                                          | Platão e A República                                           |
| 03           | Platão                                               | Platão                                               | Aristóteles (II) (1984)                                                                                          |                                                          | Sócrates                                                        | Comte                                                       | Aristóteles                                                     | Aristóteles                                                    |
| 04           | Aristóteles                                          | Aristóteles (I)                                      | Bachelard (1984)                                                                                                 |                                                          | Maquiavel                                                       | Bacon                                                       | Santo Agostinho                                                 | Santo Agostinho                                                |
| 05           | Epicuro - Lucrécio - Cícero - Sêneca - Marco Aurélio | Aristóteles (II)                                     | Bacon (1984) |                                                          | Heidegger                                                       | Descartes                                                   | Tomás de Aquino                                                 | Tomás de Aquino                                                |
| 06           | Santo Agostinho                                      | Epicuro - Lucrécio - Cícero - Sêneca - Marco Aurélio | Benjamin - Habermas - Horkheimer - Adorno (1983)                                                                 |                                                          | Rousseau                                                        | Espinosa                                                    | Maquiavel                                                       | Maquiavel                                                      |
| 07           | Santo Anselmo - Abelardo                             | Santo Agostinho                                      | Bergson (1984)                                                                                                   |                                                          | Kant I                                                          | Galileu                                                     | Galileu                                                         | More                                                           |
| 08           | Tomás de Aquino                                      | Santo Anselmo - Abelardo                             | Berkeley - Hume (1984)                                                                                           |                                                          | Nietzsche II                                                    | Hegel                                                       | Montaigne I                                                     | Galileu                                                        |
| 09           | Maquiavel                                            | Tomás de Aquino - Dante - Duns Scot - Ockham         | Bruno - Galileu - Campanella (1983)                                                                              |                                                          | Locke                                                           | Heidegger                                                   | Montaigne II                                                    | Montaigne I                                                    |
| 10           | Erasmo - More                                        | Maquiavel                                            | Comte (1983) |                                                          | Wittgenstein                                                    | Hobbes                                                      | Descartes                                                       | Hobbes                                                         |
| 11           | Montaigne                                            | Erasmo - More                                        | Condillac - Helvétius - Degérando (1984)                                                                         |                                                          | Aristoteles I                                                   | Hume                                                        | Leibniz                                                         | Descartes                                                      |
| 12           | Bruno - Galileu - Campanella                         | Montaigne                                            | Descartes (1983)                                                                                                 |                                                          | Marx                                                            | Husserl                                                     | Hume                                                            | Espinosa                                                       |
| 13           | Bacon                                                | Bruno - Galileu - Campanella                         | Dewey (1985) |                                                          | Schelling                                                       | Kant (2000)                                                 | Kant                                                            | Leibniz                                                        |
| 14           | Hobbes                                               | Bacon                                                | Diderot (?) |                                                          | Pré - Socraticos                                                | Leibniz                                                     | Hegel                                                           | Hume                                                           |
| 15           | Descartes                                            | Hobbes                                               | Durkheim (1983)                                                                                                  |                                                          | Horkheimer / Adorno                                             | Locke                                                       | Nietzsche                                                       | Kant                                                           |
| 16           | Pascal                                               | Descartes                                            | Epicuro - Lucrécio - Cícero - Sêneca - Marco Aurélio (1985)                                                      |                                                          | Kant II                                                         | Maquiavel                                                   | Auguste Comte                                                   | Hegel                                                          |
| 17           | Espinosa                                             | Pascal                                               | Erasmo - Thomas More (1984)                                                                                      |                                                          | Montaigne                                                       | Marx                                                        | Marx                                                            | Schopenhauer                                                   |
| 18           | Locke                                                | Espinosa                                             | Espinosa (1983)                                                                                                  |                                                          | Aristoteles II                                                  | Montaigne - Vol 1                                           | Wittgenstein                                                    | Comte                                                          |
| 19           | Newton - Leibniz                                     | Locke                                                | Fichte (1984) |                                                          | Comte                                                           | Montaigne - Vol 2                                           | Husserl                                                         | Nietzsche                                                      |
| 20           | Vico                                                 | Newton - Leibniz (I)                                 | Hegel (1985) |                                                          | Descartes                                                       | Montesquieu - Vol 1 (1997)                                  | Heidegger                                                       | Marx                                                           |
| 21           | Montesquieu                                          | Leibniz (II)                                         | Heidegger (1984)                                                                                                 |                                                          | Hegel I                                                         | Montesquieu - Vol 2 (1997)                                  | Sócrates                                                        | Freud                                                          |
| 22           | Berkeley - Hume                                      | Vico                                                 | Hobbes (1983) |                                                          | Galileu / Newton                                                | Moore                                                       | Thomas More                                                     | Bacon                                                          |
| 23           | Voltaire - Diderot                                   | Montesquieu                                          | Husserl (1985)                                                                                                   |                                                          | Schopenhauer                                                    | Newton                                                      | Bacon                                                           | Heidegger                                                      |
| 24           | Rousseau                                             | Berkeley - Hume                                      | Jefferson - Federalistas - Paine - Tocqueville (1985)                                                            |                                                          | Espinosa                                                        | Nietzsche                                                   | Hobbes                                                          | Santo Anselmo                                                  |
| 25           | Kant                                                 | Voltaire                                             | Kant (I) (1987)                                                                                                  |                                                          | Berkeley / Hume                                                 | Platão                                                      | Locke                                                           | Locke                                                          |
| 26           | Fichte - Schelling                                   | Diderot                                              | Kant (II) (1987)                                                                                                 |                                                          | Leibniz I                                                       | Platão - A República                                        | Espinosa                                                        | Montaigne II                                                   |
| 27           | Condillac - Helvétius - Gérando                      | Rousseau                                             | Keynes - Kalecki (?)                                                                                             |                                                          | Fichte                                                          | Pré-Socráticos (2000)                                       | Newton                                                          | Pascal                                                         |
| 28           | Smith - Ricardo                                      | Kant (I)                                             | Kierkegaard (1984)                                                                                               |                                                          | Russell                                                         | Rousseau - Vol 1                                            | Montesquieu I                                                   | Vico                                                           |
| 29           | Jefferson - Paine - Tocqueville - Federalistas       | Kant (II)                                            | Leibniz (II) (1984)                                                                                              |                                                          | Hurserl / Hegel II                                              | Rousseau - Vol 2                                            | Montesquieu II                                                  | Berkeley                                                       |
| 30           | Hegel                                                | Fichte                                               | Lévi-Strauss (1985)                                                                                              |                                                          | Leibniz II                                                      | Santo Agostinho                                             | Rousseau I                                                      | Pavlov                                                         |
| 31           | Schopenhauer - Kierkegaard                           | Schelling                                            | Locke (1983) |                                                          |                                                                 | Schopenhauer                                                | Rousseau II                                                     | Rousseau I                                                     |
| 32           | Nietzsche                                            | Condillac - Helvétius - Gérando                      | Malinowski (1984)                                                                                                |                                                          |                                                                 | Sócrates                                                    | Schopenhauer                                                    | Husserl                                                        |
| 33           | Comte - Durkheim                                     | Smith - Ricardo                                      | Maquiavel (1983)                                                                                                 |                                                          |                                                                 | Tomás de Aquino                                             | Adorno                                                          | Diderot                                                        |
| 34           | Bentham - Stuart Mill                                | Jefferson - Paine - Tocqueville - Federalistas       | Marx (1985) |                                                          |                                                                 | Will Durant - A História da Filosofia                       | A História da Filosofia, de Will Durant (volume nº. 0 - brinde) | Newton                                                         |
| 35           | Marx                                                 | Hegel                                                | Max Weber (?) |                                                          |                                                                 | Wittgenstein'                                               | A República, de Platão (volume brinde)                          | Bergson                                                        |
| 36           | Peirce - Frege                                       | Schopenhauer                                         | Merleau-Ponty (1984)                                                                                             |                                                          |                                                                 |                                                             |                                                                 | Rousseau II                                                    |
| 37           | Weber                                                | Kierkegaard                                          | Montaigne (1984)                                                                                                 |                                                          |                                                                 |                                                             |                                                                 | Adorno                                                         |
| 38           | Bergson - Bachelard                                  | Nietzsche                                            | Montesquieu (1985)                                                                                               |                                                          |                                                                 |                                                             |                                                                 | Abelardo                                                       |
| 39           | Freud - Pavlov                                       | Comte                                                | Moore (1985) |                                                          |                                                                 |                                                             |                                                                 | Pré-Socráticos                                                 |
| 40           | James - Dewey - Veblen                               | Durkheim                                             | Newton - Leibniz (I) (1983)                                                                                      |                                                          |                                                                 |                                                             |                                                                 | Montesquieu                                                    |
| 41           | Husserl - Merleau-Ponty                              | Jeremy Bentham e John Stuart Mill                    | Nietzsche (1983)                                                                                                 |                                                          |                                                                 |                                                             |                                                                 |                                                                |
| 42           | Russell - Moore                                      | Marx                                                 | Pascal (1984) |                                                          |                                                                 |                                                             |                                                                 |                                                                |
| 43           | Malinowski                                           | Peirce - Frege                                       | Pavlov - Skinner (1984)                                                                                          |                                                          |                                                                 |                                                             |                                                                 |                                                                |
| 44           | Popper - Schlick - Carnap                            | Weber                                                | Peirce - Frege (1983)                                                                                            |                                                          |                                                                 |                                                             |                                                                 |                                                                |
| 45           | Sartre - Heidegger                                   | Bergson                                              | Piaget (1983) |                                                          |                                                                 |                                                             |                                                                 |                                                                |
| 46           | Wittgenstein                                         | Bachelard                                            | Platão (1983) |                                                          |                                                                 |                                                             |                                                                 |                                                                |
| 47           | Keynes - Kalecki - Sraffa - Robinson                 | Freud                                                | Pré-Socráticos (1985)                                                                                            |                                                          |                                                                 |                                                             |                                                                 |                                                                |
| 48           | Benjamin - Horkheimer- Adorno - Habermas             | William James                                        | Rousseau (1983)                                                                                                  |                                                          |                                                                 |                                                             |                                                                 |                                                                |
| 49           | Saussure - Hjelmslev - Jakobson - Chomsky            | Dewey                                                | Russell (1985)                                                                                                   |                                                          |                                                                 |                                                             |                                                                 |                                                                |
| 50           | Lévi-Strauss                                         | Veblen                                               | Ryle - Strawson - Austin - Quine (?)                                                                             |                                                          |                                                                 |                                                             |                                                                 |                                                                |
| 51           | Skinner - Piaget                                     | Husserl                                              | Santo Agostinho (1984)                                                                                           |                                                          |                                                                 |                                                             |                                                                 |                                                                |
| 52           | Ryle - Austin - Quine - Strawson                     | Merleau-Ponty                                        | Santo Anselmo - Abelardo (1984)                                                                                  |                                                          |                                                                 |                                                             |                                                                 |                                                                |
| 53           | Vol. de Biografias 1                                 | Russell                                              | Sartre (1984) |                                                          |                                                                 |                                                             |                                                                 |                                                                |
| 54           | Vol. de Biografias 2                                 | Moore                                                | Saussure - Jakobson - Hjelmslev - Chomsky (?)                                                                    |                                                          |                                                                 |                                                             |                                                                 |                                                                |
| 55           | Vol. de Biografias 3                                 | Malinowski                                           | Schelling (1984)                                                                                                 |                                                          |                                                                 |                                                             |                                                                 |                                                                |
| 56           | Vol. de Biografias 4                                 | Popper                                               | Schlick - Carnap (1985)                                                                                          |                                                          |                                                                 |                                                             |                                                                 |                                                                |
| 57           |                                                      | Schlick - Carnap                                     | Schopenhauer (1985)                                                                                              |                                                          |                                                                 |                                                             |                                                                 |                                                                |
| 58           |                                                      | Sartre                                               | Sócrates (1985)                                                                                                  |                                                          |                                                                 |                                                             |                                                                 |                                                                |
| 59           |                                                      | Heidegger                                            | Sraffa - Joan Robinson (1985)                                                                                    |                                                          |                                                                 |                                                             |                                                                 |                                                                |
| 60           |                                                      | Wittgenstein                                         | Stuart Mill - Bentham (1984)                                                                                     |                                                          |                                                                 |                                                             |                                                                 |                                                                |
| 61           |                                                      | Keynes - Kalecki                                     | Tomás de Aquino - Dante - Duns Scot - Ockham (1985)                                                              |                                                          |                                                                 |                                                             |                                                                 |                                                                |
| 62           |                                                      | Sraffa - Robinson                                    | Veblen (?) |                                                          |                                                                 |                                                             |                                                                 |                                                                |
| 63           |                                                      | Benjamin - Horkheimer - Adorno - Habermas            | Vico (?) |                                                          |                                                                 |                                                             |                                                                 |                                                                |
| 64           |                                                      | Saussure - Hjelmslev - Jakobson - Chomsky            | Voltaire (1984)                                                                                                  |                                                          |                                                                 |                                                             |                                                                 |                                                                |
| 65           |                                                      | Lévi-Strauss                                         | William James (1985)                                                                                             |                                                          |                                                                 |                                                             |                                                                 |                                                                |
| 66           |                                                      | Piaget                                               | Wittgenstein (1984)                                                                                              |                                                          |                                                                 |                                                             |                                                                 |                                                                |
| 67           |                                                      | Ryle - Austin - Quine - Strawson                     | |                                                          |                                                                 |                                                             |                                                                 |                                                                |
| 68           |                                                      | Pavlov - Skinner                                     | |                                                          |                                                                 |                                                             |                                                                 |                                                                |
| Notas        |                                                      |                                                      | Adição de um volume (Pavlov - Skinner), subtração de dois volumes (Freud; Popper), e inversão de alguns títulos. |                                                          |                                                                 |                                                             |                                                                 |                                                                |